# Hrabstwo Meade (Kansas)

Piramida wieku hrabstwa

Hrabstwo Meade – hrabstwo położone w Stanach Zjednoczonych, w stanie Kansas, z siedzibą w mieście Meade. Założone 20 marca 1873 roku. Hrabstwo należy do nielicznych hrabstw w Stanach Zjednoczonych należących do tzw. dry county, czyli hrabstw gdzie decyzją lokalnych władz obowiązuje całkowita prohibicja.

## Miasta
- Meade
- Plains
- Fowler

## Sąsiednie Hrabstwa
- Hrabstwo Gray
- Hrabstwo Ford
- Hrabstwo Clark
- Hrabstwo Beaver
- Hrabstwo Seward
- Hrabstwo Haskell